# Општина Силао (Гванахуато)
Силао (шп. Silao) општина је у Мексику у савезној држави Гванахуато. Општина се налази на надморској висини од 1788 м.

## Становништво
Према подацима из 2010. у општини је живело 173024 становника.

### Хронологија
| Година       | 2000                   | 2005                   | 2010                   |
| ------------ | ---------------------- | ---------------------- | ---------------------- |
| Становништво | 134337 (65578 / 68759) | 147123 (71063 / 76060) | 173024 (83948 / 89076) |

### Попис
| \| \| м \| \| \| ж \| \| 0—2 \| 5.799 \| \| \| 5.657 \| \| 3—5 \| 5.992 \| \| \| 6.028 \| \| 6—11 \| 12.003 \| \| \| 11.892 \| \| 12—14 \| 5.524 \| \| \| 5.496 \| \| 15—17 \| 5.695 \| \| \| 5.616 \| \| 18—24 \| 11.021 \| \| \| 12.190 \| \| 60+ \| 5.822 \| \| \| 6.635 \| \| Просек : \| 26,5 \| \| \| 27,4 \| |        |  |  |        |
| |        |  |  |        |
| | м      |  |  | ж      |
| 0—2 | 5.799  |  |  | 5.657  |
| 3—5 | 5.992  |  |  | 6.028  |
| 6—11 | 12.003 |  |  | 11.892 |
| 12—14 | 5.524  |  |  | 5.496  |
| 15—17 | 5.695  |  |  | 5.616  |
| 18—24 | 11.021 |  |  | 12.190 |
| 60+ | 5.822  |  |  | 6.635  |
| Просек : | 26,5   |  |  | 27,4   |

| #   | Индикатор                                                                                        | Вредност |
| --- | ------------------------------------------------------------------------------------------------ | -------- |
| 1   | Становништво од 0 до 2 године                                                                    | 11456    |
| 2   | Мушко становништво од 0 до 2 године                                                              | 5799     |
| 3   | Женско становништво од 0 до 2 године                                                             | 5657     |
| 4   | Становништво са 3 и више година                                                                  | 161087   |
| 5   | Мушко становништво са 3 и више година                                                            | 77907    |
| 6   | Женско становништво са 3 и више година                                                           | 83180    |
| 7   | Становништво са 5 и више година                                                                  | 153107   |
| 8   | Мушко становништво са 5 и више година                                                            | 73948    |
| 9   | Женско становништво са 5 и више година                                                           | 79159    |
| 10  | Становништво са 12 и више година                                                                 | 125172   |
| 11  | Мушко становништво са 12 и више година                                                           | 59912    |
| 12  | Женско становништво са 12 и више година                                                          | 65260    |
| 13  | Становништво са 15 и више година                                                                 | 114152   |
| 14  | Мушко становништво са 15 и више година                                                           | 54388    |
| 15  | Женско становништво са 15 и више година                                                          | 59764    |
| 16  | Становништво са 18 и више година                                                                 | 102841   |
| 17  | Мушко становништво са 18 и више година                                                           | 48693    |
| 18  | Женско становништво са 18 и више година                                                          | 54148    |
| 19  | Становништво од 3 до 5 година                                                                    | 12020    |
| 20  | Мушко становништво од 3 до 5 година                                                              | 5992     |
| 21  | Женско становништво од 3 до 5 година                                                             | 6028     |
| 22  | Становништво од 6 до 11 година                                                                   | 23895    |
| 23  | Мушко становништво од 6 до 11 година                                                             | 12003    |
| 24  | Женско становништво од 6 до 11 година                                                            | 11892    |
| 25  | Становништво од 8 до 14 година                                                                   | 26859    |
| 26  | Мушко становништво од 8 до 14 година                                                             | 13548    |
| 27  | Женско становништво од 8 до 14 година                                                            | 13311    |
| 28  | Становништво од 12 до 14 година                                                                  | 11020    |
| 29  | Мушко становништво од 12 до 14 година                                                            | 5524     |
| 30  | Женско становништво од 12 до 14 година                                                           | 5496     |
| 31  | Становништво од 15 до 17 година                                                                  | 11311    |
| 32  | Мушко становништво од 15 до 17 година                                                            | 5695     |
| 33  | Женско становништво од 15 до 17 година                                                           | 5616     |
| 34  | Становништво од 18 до 24 године                                                                  | 23211    |
| 35  | Мушко становништво од 18 до 24 године                                                            | 11021    |
| 36  | Женско становништво од 18 до 24 године                                                           | 12190    |
| 37  | Женско становништво од 15 до 49 година                                                           | 47344    |
| 38  | Становништво са 60 и више година                                                                 | 12457    |
| 39  | Мушко становништво са 60 и више година                                                           | 5822     |
| 40  | Женско становништво са 60 и више година                                                          | 6635     |
| 41  | Однос између мушкараца и жена                                                                    | 94.24    |
| 42  | Становништво од нуле до 14 година                                                                | 58391    |
| 43  | Становништво од 15 до 64 године                                                                  | 105330   |
| 44  | Становништво од 65 година и више                                                                 | 8822     |
| 45  | Просечан број деце                                                                               | 2.63     |
| 46  | Становништво рођено у ентитету                                                                   | 162873   |
| 47  | Мушко становништво рођено у ентитету                                                             | 78879    |
| 48  | Женско становништво рођено у ентитету                                                            | 83994    |
| 49  | Становништво рођено у другом ентитету                                                            | 8015     |
| 50  | Мушко становништво рођено у другом ентитету                                                      | 4027     |
| 51  | Женско становништво рођено у другом ентитету                                                     | 3988     |
| 52  | Становништво од 5 година и више резидентно у ентитету у јуну 2005. године                        | 148342   |
| 53  | Мушко становништво старосног доба од 5 година и више, резидентно у ентитету у јуну 2005. године  | 70979    |
| 54  | Женско становништво старосног доба од 5 и више година, резидентно у ентитету у јуну 2005. године | 77363    |
| 55  | Становништво од 5 година и више које је живело у другом ентитету у јуну 2005. године             | 1985     |
| 56  | Мушко становништво старије од 5 година које је живело у другом ентитету у јуну 2005. године      | 1054     |
| 57  | Женско становништво старије од 5 година које је живело у другом ентитету у јуну 2005. године     | 931      |
| 58  | Становништво од 3 године и више које говори аутохтони језик                                      | 273      |
| 59  | Мушко становништво старо 3 године и више које говори аутохтони језик                             | 147      |
| 60  | Женско становништво старо 3 године и више које говори аутохтони језик                            | 126      |
| 61  | Становништво од 3 године и више које говори аутохтони језик и не говори шпански језик            | 14       |
| 62  | Мушко становништво старо 3 године и више које говори аутохтони језик и не говори шпански         | 8        |
| 63  | Женско становништво старо 3 године и више које говори аутохтони језик и не говори шпански језик  | 6        |
| 64  | Становништво старо 3 године и више које говори аутохтони језик и шпански                         | 76       |
| 65  | Мушко становништво старо 3 године и више које говори аутохтони језик и шпански                   | 46       |
| 66  | Женско становништво старо 3 године и више које говори аутохтони језик и шпански                  | 30       |
| 67  | Становништво од 5 година и више које говори аутохтони језик                                      | 262      |
| 68  | Становништво од 5 година и више које говори аутохтони језик и не говори шпански језик            | 12       |
| 69  | Становништво од 5 година и више које говори аутохтони језик и говори шпански језик               | 76       |
| 70  | Становништво у домородачким домаћинствима                                                        | 534      |
| 71  | Становништво са ограничењима у активностима                                                      | 6297     |
| 72  | Становништво са ограниченим ходањем или кретањем, горе или доле                                  | 3454     |
| 73  | Становници са ограничењима вида, чак и уз кориштење сочива                                       | 1567     |
| 74  | Становништво са ограничењима говора, комуникације или конверзације                               | 566      |
| 75  | Становништво са ограниченим слухом                                                               | 540      |
| 76  | Становништво са ограничењима при одевању, купању или јелу                                        | 330      |
| 77  | Становништво са ограничењима у опажању или учењу једноставних ствари                             | 342      |
| 78  | Становништво са менталним ограничењима                                                           | 667      |
| 79  | Становништво без ограничења активности                                                           | 164678   |
| 80  | Становништво од 3 до 5 година које не похађа школу                                               | 5854     |
| 81  | Мушко становништво од 3 до 5 година које не похађа школу                                         | 2909     |
| 82  | Женско становништво од 3 до 5 година које не похађа школу                                        | 2945     |
| 83  | Становништво од 6 до 11 година које не похађа школу                                              | 685      |
| 84  | Мушко становништво од 6 до 11 година које не похађа школу                                        | 354      |
| 85  | Женско становништво од 6 до 11 година које не похађа школу                                       | 331      |
| 86  | Становништво од 12 до 14 година које не похађа школу                                             | 1003     |
| 87  | Мушко становништво од 12 до 14 година које не похађа школу                                       | 487      |
| 88  | Женско становништво од 12 до 14 година које не похађа школу                                      | 516      |
| 89  | Становништво од 15 до 17 година похађа школу                                                     | 6387     |
| 90  | Мушко становништво од 15 до 17 година похађа школу                                               | 3288     |
| 91  | Женско становништво између 15 и 17 година живота у школи                                         | 3099     |
| 92  | Становништво од 18 до 24 године похађа школу                                                     | 3513     |
| 93  | Мушко становништво од 18 до 24 године похађа школу                                               | 1683     |
| 94  | Женско становништво од 18 до 24 године похађа школу                                              | 1830     |
| 95  | Становништво од 8 до 14 година које не може да чита и пише                                       | 989      |
| 96  | Мушко становништво старосног доба од 8 до 14 година које не може да чита и пише                  | 607      |
| 97  | Женско становништво старосног доби од 8 до 14 година које не може да чита и пише                 | 382      |
| 98  | Становништво од 15 година и више које је неписмено                                               | 9911     |
| 99  | Мушко становништво од 15 година и више које је неписмено                                         | 3925     |
| 100 | Женско становништво од 15 година и више које је неписмено                                        | 5986     |
| 101 | Становништво старо 15 и више година без школовања                                                | 10619    |
| 102 | Мушко становништво старо 15 и више година без школовања                                          | 4624     |
| 103 | Женско становништво старо 15 и више година без школовања                                         | 5995     |
| 104 | Становништво старосног доба 15 и више година са непотпуним основним образовањем                  | 18571    |
| 105 | Мушко становништво старосног доба од 15 година и више са непотпуном основним образовањем         | 8774     |
| 106 | Женско становништво старосног доба 15 и више година са непотпуном основним образовањем           | 9797     |
| 107 | Становништво старо 15 и више година са комплетним основним образовањем                           | 23705    |
| 108 | Мушко становништво старо 15 година и више са комплетним основним образовањем                     | 10864    |
| 109 | Женско становништво старо 15 и више година са комплетним основним образовањем                    | 12841    |
| 110 | Становништво старосног доба 15 и више година са непотпуним средњим образовањем                   | 7330     |
| 111 | Мушко становништво старосног доба од 15 година и више са непотпуним средњим образовањем          | 3931     |
| 112 | Женско становништво старосног доба од 15 година и више са непотпуним средњим образовањем         | 3399     |
| 113 | Становништво старо 15 и више година са пуним секундарном образовањем                             | 28155    |
| 114 | Мушко становништво старосног доба од 15 година и више са пуним секундарном образовањем           | 13514    |
| 115 | Женско становништво старосног доба од 15 година и више са пуним секундарном образовањем          | 14641    |
| 116 | Становништво старије од 18 година са постосновним образовањем                                    | 22551    |
| 117 | Мушко становништво старије од 18 година са постосновним образовањем                              | 11244    |
| 118 | Женско становништво старије од 18 година са постосновним образовањем                             | 11307    |
| 119 | Просечна оцена школовања                                                                         | 7.34     |
| 120 | Просечан ниво образовања мушке популације                                                        | 7.48     |
| 121 | Просечан ниво образовања женског становништва                                                    | 7.22     |
| 122 | Економски активно становништво                                                                   | 63558    |
| 123 | Економски активна мушка популација                                                               | 44851    |
| 124 | Економски активна женска популација                                                              | 18707    |
| 125 | Становништво које није економски активно                                                         | 60837    |
| 126 | Мушко становништво које није економски активно                                                   | 14575    |
| 127 | Женско становништво које није економски активно                                                  | 46262    |
| 128 | Запослено становништво                                                                           | 59759    |
| 129 | Запослено мушко становништво                                                                     | 41640    |
| 130 | Запослено женско становништво                                                                    | 18119    |
| 131 | Незапослена популација                                                                           | 3799     |
| 132 | Незапослена мушка популација                                                                     | 3211     |
| 133 | Незапослена женска популација                                                                    | 588      |
| 134 | Становништво без права на здравствене услуге                                                     | 38578    |
| 135 | Становништво које има право на здравствене услуге                                                | 133514   |
| 136 | Становништво које има право на ИМСС                                                              | 50234    |
| 137 | Становништво које има право на социјално осигурање                                               | 7787     |
| 138 | Становништво које има право на државно социјално осигурање                                       | 279      |
| 139 | Становништво које има право на опште осигурање или здравствено осигурање за нову генерацију      | 73849    |
| 140 | Становништво које је било једном или није било у браку током 12 година и више                    | 44497    |
| 141 | Венчано или уједињено становништво од 12 година и више                                           | 72449    |
| 142 | Становништво које је било у браку или уједињено 12 година и више                                 | 7975     |
| 143 | Становништво са католичком религијом                                                             | 162615   |
| 144 | Протестанти, еванђелисти и библијски следбеници различити од еванђелиста                         | 6711     |
| 145 | Становништво са другим религијама различитим од претходних                                       | 100      |
| 146 | Становништво без религије                                                                        | 1423     |
| 147 | Укупно пописаних домаћинства                                                                     | 36519    |
| 148 | Пописна домаћинства на челу са мушкарцима                                                        | 29055    |
| 149 | Пописна домаћинства на челу са женама                                                            | 7464     |
| 150 | Становништво у пописним домаћинствима                                                            | 172432   |
| 151 | Становништво у пописним домаћинствима на челу са мушкарцима                                      | 141225   |
| 152 | Становништво у пописним домаћинствима на челу са женама                                          | 31207    |
| 153 | Укупно домаћинстава                                                                              | 45374    |
| 154 | Укупно насељених домаћинстава                                                                    | 36669    |
| 155 | Укупно приватних кућа                                                                            | 45224    |
| 156 | Насељени приватни домови                                                                         | 36519    |
| 157 | Укупно насељених приватних кућа                                                                  | 36659    |
| 158 | Ненасељене приватне куће                                                                         | 6563     |
| 159 | Појединачна домаћинства за привремену употребу                                                   | 2142     |
| 160 | Становници у насељеним приватним кућама                                                          | 172432   |
| 161 | Насељеност станара у приватним становима                                                         | 4.72     |
| 162 | Просечно становника по соби у приватним насељеним домаћинствима                                  | 1.3      |
| 163 | Појединачна домаћинства са подовима од различитих материјала од земље                            | 34985    |
| 164 | Појединачна домаћинства у приземљу                                                               | 1343     |
| 165 | Појединачна домаћинства са једном спаваћом собом                                                 | 10700    |
| 166 | Појединачна домаћинства са две спаваће собе и више                                               | 25711    |
| 167 | Појединачна домаћинства са једним собом                                                          | 1948     |
| 168 | Појединачна домаћинства са две собе                                                              | 6622     |
| 169 | Појединачна домаћинства са 3 собе и више                                                         | 27793    |
| 170 | Појединачна домаћинства која имају електрично светло                                             | 35898    |
| 171 | Појединачна домаћинства која немају електрично светло                                            | 533      |
| 172 | Појединачна домаћинства која имају водоводну воду у стамбеном простору                           | 30356    |
| 173 | Појединачна домаћинства која немају водоводну воду у стамбеном простору                          | 5983     |
| 174 | Појединачна домаћинства која имају тоалет                                                        | 33203    |
| 175 | Појединачна домаћинства која имају канализацију                                                  | 32899    |
| 176 | Појединачна домаћинства која немају канализацију                                                 | 3278     |
| 177 | Појединачна домаћинства која имају електрично светло, довод воде из јавне мреже и канализацију   | 28177    |
| 178 | Појединачна домаћинства без икаквих услова                                                       | 609      |
| 179 | Појединачна домаћинства која имају радио                                                         | 28460    |
| 180 | Појединачна домаћинства која имају телевизор                                                     | 34818    |
| 181 | Појединачна домаћинства која имају фрижидер                                                      | 30285    |
| 182 | Појединачна домаћинства која имају машину за веш                                                 | 25074    |
| 183 | Појединачна домаћинства која имају аутомобил или комби                                           | 14166    |
| 184 | Појединачна домаћинства која имају рачунар                                                       | 5768     |
| 185 | Појединачна домаћинства која имају фиксну телефонску линију                                      | 10178    |
| 186 | Појединачна домаћинства која имају мобилни телефон                                               | 20146    |
| 187 | Појединачна домаћинства која имају приступ интернету                                             | 3457     |